# Club Deportivo Bidasoa
Club Deportivo Bidasoa (deutsch: Sportclub Bidasoa), auch Bidasoa Irun bzw. Bidasoa Irún (spanisch), ist ein spanischer Handballverein aus Irun im Baskenland. Die erste Männermannschaft des Vereins spielt in der Liga Asobal, der 1. Liga im spanischen Handball. Der Verein wechselte in seiner Geschichte mehrfach den Sponsor und den Vereinsnamen, so hieß er auch Muebles Danona und Elgorriaga Bidasoa. Ab 2025 trägt er den Sponsornamen Irudek im Namen.

## Geschichte
Der Verein wurde 1962 unter dem Namen Club Deportivo Bidasoa de Irún von José Miguel Arana gegründet. Fünf Jahre später stieg der Verein in die Liga Primera Nacional auf und 1970 in die División de Honor, Spaniens höchste Liga. Ab dem Ende der 1980er Jahre war der Verein sehr erfolgreich. Er gehörte im Jahr 1984 zu den Gründungsmitgliedern der Asociación de Clubes Españoles de Balonmano und gewann 1987 die erste spanische Liga, die División de Honor, auch 1995 konnte man erneut die spanische Meisterschaft gewinnen. In den Jahren 1991 und 1996 gewann der Verein auch den spanischen Pokal, die Copa del Rey. 1993 wurde die Copa Asobal gewonnen und 1996 die Supercopa de España. Auch international konnte der Verein in den 1990er Jahren erfolgreich aufspielen. Er gewann die Spielzeit 1994/95 der EHF Champions League und die Spielzeit 1996/97 im Europapokal der Pokalsieger.
Im Jahr 2007 stieg das Team in die zweite spanische Liga, die División de Honor Plata, ab. Dem Aufstieg im Jahr 2013 in die Liga Asobal folgte nach der Spielzeit 2013/14 die Rückkehr in die zweite Liga. Nach zwei Jahren in der División de Honor Plata konnte das Team am Ende der Zweitligaspielzeit 2015/16 wieder in die erste Liga aufsteigen, der die Mannschaft seitdem ununterbrochen angehört. In der Spielzeit 2020/21 kam das Team auf Platz 2.

## Name
Der Verein trägt den Namen des Flusses Bidasoa in seinem Namen.

## Erfolge
Zu den größten Erfolgen des Vereins zählen folgende Gewinne:
- spanische Meisterschaft 1986/1987 und 1994/1995
- spanischer Pokal (Copa del Rey) 1991 1996
- spanischer Supercup (Supercopa) 1996
- spanischer Ligapokal (Copa Asobal) 1993
- EHF Champions League 1994/1995
- Europapokal der Pokalsieger 1996/1997

## Statistik und Spieler

### Ehemalige Spieler
Zu den bekannten Spielern des Teams gehörten Časlav Grubić, Julen Aguinagalde, Gurutz Aguinagalde, Nenad Bilbija, Mladen Bojinović, Patrick Cazal, Jovica Cvetković, Ratko Đurković, Ole Erevik, Heiðmar Felixson,  Julio Fis, Olivier Girault, Alfreð Gíslason, Patrekur Jóhannesson, Nedeljko Jovanović, Christophe Kempé, Oleg Kisselew, Senjanin Maglajlija, Marco Oneto, Nenad Peruničić, Vladica Stojanović, Tomas Svensson und Bogdan Wenta.

## Trainer
Zu den Trainern des Teams gehörten Juantxo Villarreal (1975–1997), Ivan Sopalović (1997–3/1999), Mario Hernández (3/1999–7/1999), Julián Ruiz (1999–2002), Aitor Etxaburu (2002–2003), Jordi Ribera (2003–2004), Julián Ruiz (2004–2007), Aitor Etxaburu (2007–2010), Fernando Herrero (2010–2012), Fernando Bolea (2012–2016) und seit 2016 Jacobo Cuétara. Im November 2023 gab der Verein bekannt, dass der Vertrag mit Trainer Jacobo Cuétara nicht verlängert wird. Nachfolger wurde Alejandro Mozas.

## Halle
Der Verein trägt seine Heimspiele seit 1987 im Polideportivo Artaleku in Irun aus; die Halle fasst 2.200 Zuschauer. Bis in die 1970er Jahre hatte die Mannschaft in Uranzu gespielt.

## Präsident
Seit November 2018 ist Gurutz Aguinagalde Akizu, der von 1995 bis 2005 als Torwart in Irún spielte, Präsident des Vereins.